# Curriculum vitae (film)
Curriculum vitae (Życiorys) è un cortometraggio del 1975 diretto da Krzysztof Kieślowski.